# Кальдашев, Юсуп Ахун
Юсуп Ахун Кальдашев (кирг. Жусуп Калдашев; 1893 год, село Ивано-Алексеевка — 3 мая 1991 года, Бишкек, Кыргызстан) — бетонщик строительно-монтажного управления № 1 треста «Фрунзегорстрой» Министерства строительства Киргизской ССР, гор. Фрунзе. Герой Социалистического Труда (1958).

## Биография
Родился в 1893 году в крестьянской семье в селе Ивано-Алексеевка.
Участвовал в строительстве Большого Чуйского канала. С 1943 года — разнорабочий, бетонщик СМУ № 1 треста «Фрунзегорстрой».
Досрочно выполнил задания и личные социалистические обязательства шестой пятилетки. Указом Президиума Верховного Совета СССР от 9 августа 1958 года «за выдающиеся успехи, достигнутые в строительстве и промышленности строительных материалов» удостоен звания Героя Социалистического Труда с вручением ордена Ленина и золотой медали «Серп и Молот».
В 1963 году вышел на пенсию. Персональный пенсионер республиканского значения. Проживал в Бишкеке, где скончался в 1991 году.